# Dicranomyia schineriana
Dicranomyia schineriana là một loài ruồi trong họ Limoniidae. Chúng phân bố ở miền Cổ bắc.